# Родолфо Естебан Кардосо
Родолфо Естебан Кардосо (на испански: Rodolfo Esteban Cardoso) е бивш аржентински футболист, роден на 17 октомври 1968 г. в Асул.
Има общо 220 гола и 47 гола в Първа Бундеслига за отборите на ФК Хомбург 08, СК Фрайбург, Вердер Бремен и Хамбургер. След края на кариерата си става директор във футболна академия в Нордерщет, близо до Хамбург, и работи като скаут за Хамбургер, отговарящ за Южна Америка.